# التحالف الدولي لأمن وحماية حرية الملاحة البحرية
التحالف الدولي لأمن وحماية حرية الملاحة البحرية ويعرف أيضًا باسم التحالف الدولي لأمن وحماية الملاحة البحرية وضمان سلامة الممرات البحرية (بالإنجليزية: The International Maritime Security Construct "IMSC")؛ تحالف دولي نشأ في العام 2019، ويقع مقره في مملكة البحرين، ويهدف إلى حماية وتأمين الملاحة البحرية في الممرات المائية في الوطن العربي من الهجمات والقرصنة والعمل من أجل تعزيز التدفق الحر للتجارة، ردع التهديدات التي تواجه السفن وتعزيز الوعي بالمجال البحري ومراقبته في الخليج العربي، مضيق هرمز، بحر عمان، مضيق باب المندب والبحر الأحمر.

## الدول الأعضاء
- البحرين (عضو، المقر الرئيس)
- ألبانيا
- الكويت
- قطر
- السعودية
- الولايات المتحدة
- المملكة المتحدة
- أستراليا
- الإمارات العربية المتحدة